# Áno Méros
Áno Méros, en grec moderne : Άνω Μέρος, est un village du dème d'Amári, dans le district régional de Réthymnon de la Crète, en Grèce. Selon le recensement de 2011, la population d'Áno Méros compte 209 habitants.
Le village est situé à une distance de 45 km de Réthymnon, à une altitude de 580 mètres, sur les pentes du mont Kédros.

## Recensements de la population
| Recensements | 1900 | 1920 | 1928 | 1940 | 1951 | 1961 | 1971 | 1981 | 1991 | 2001 | 2011 |
| ------------ | ---- | ---- | ---- | ---- | ---- | ---- | ---- | ---- | ---- | ---- | ---- |
| Population   | 533  | 557  | 490  | 572  | 463  | 455  | 333  | 341  | /    | 301  | 209  |

## Source de la traduction
- (el) Cet article est partiellement ou en totalité issu de l’article de Wikipédia en grec moderne intitulé « Άνω Μέρος Ρεθύμνου » (voir la liste des auteurs).